# Ecopop
Ecopop est le diminutif d'Écologie et Population, une association écologiste suisse, fondée en 1986 et issue de la Communauté de travail pour les questions de population, créée en 1971 .

## Historique
L'association a déposé le 2 novembre 2012 devant les autorités une initiative populaire fédérale intitulée « Halte à la surpopulation - Oui à la préservation durable des ressources naturelles » en vue d'une votation pour limiter l'immigration et la surpopulation, afin de protéger la nature et limiter le besoin de constructions nouvelles. Le texte "Halte à la surpopulation" propose donc de "limiter l'immigration nette en Suisse", à un taux de 0,2 % par an en moyenne (calculé sur trois ans). L'association Écologie et Population a déposé plus de 120 000 signatures. Une votation a eu lieu sur ce sujet le 30 novembre 2014.  
Il a été reproché à l'initiative de promouvoir le malthusianisme dans le tiers-monde, dans les pays bénéficiant de l'aide au développement de la Suisse. En effet, 10 % de l'aide au développement de la Suisse serait affectée à des moyens de planification familiale. 
L'initiative a été rejetée en votation populaire le 30 novembre 2014 par la totalité des cantons et par 74,1 % des votants.

## Réception de l'initiative
Le conseil fédéral ainsi que tous les partis politiques suisses s'opposent à l'initiative. Les associations environnementales sont également contre, comme l'Association transports et environnement (ATE) qui estime que l'initiative augmenterait le trafic pendulaire puisque les étrangers qui ne peuvent plus vivre en Suisse s'installeront de l'autre côté de la frontière et feront la navette. Même les syndicats sont opposés: pour eux un oui à Ecopop ferait baisser les salaires et entraînerait des suppressions d'emplois.
Elle a reçu le soutien de plusieurs personnalités, principalement en Suisse alémanique, dont : Franz Weber, écologiste, écrivain et journaliste suisse, qui a obtenu plusieurs prix internationaux, dont le Prix allemand de la protection de la Nature (1978), la Médaille allemande de la protection de l'environnement (1979), le Prix européen pour l'aménagement du territoire (1981). En mars 2012, son initiative visant à limiter les logements secondaires à 20 % des logements totaux est acceptée par la population et les cantons. Philippe Roch, ancien directeur de l'Office fédéral de l'environnement, qui a déclaré dans le journal Le Temps du 04/11/2012 : « Il y a inadéquation entre la population et les ressources disponibles. Au niveau global, nous consommons l’équivalent d’une fois et demie ce que la planète peut produire. En Suisse, la population a doublé depuis la fin des années 1930. Malgré une situation économique favorable, nos espaces de liberté diminuent, notre qualité de vie est dégradée par le béton et les voitures. Sachant que la Suisse consomme trois fois ce que son territoire peut produire, nous sommes déjà au-dessus de la limite, alors qu’un excédent de 80 000 personnes s’installe chaque année. Ce n’est pas durable ».
Elle a reçu le soutien de Thomas Minder.
Le 4 octobre 2014, elle a reçu le soutien de l'Action pour une Suisse indépendante et neutre.

## Membres connus
- Hans Christoph Binswanger[11]
- Anne-Marie Rey[11]

## Influences idéologiques
- Club de Rome
- Mathis Wackernagel[12]